# Титули португальських монархів
Титули португальських монархів — титули правителів Португальського графства (до 1139) та Португальського королівства (1139—1910); португальських графів, королів та королев.

## Графи
- 868 — 1071: граф Португалії
- 1093 — 1126: граф Португалії
- 1093 — 1139: князь Португалії

## Королівські
| Роки       | Королі | Титул |
| ---------- | --- | --- |
| 1140–1189  | - Афонсу І - Саншу I                                                                                              | - укр. Милістю Божою, Король португальців - порт. Pela Graça de Deus, Rei dos Portugueses - лат. Dei Gratiae, Rex Portugalensium |
| 1189–1191  | - Саншу I (після здобуття Сілвеша)                                                                                | - укр. Милістю Божою, Король Португалії та Сілвеша (Сілвеша й Алгарве) - порт. Pela Graça de Deus, Rei de Portugal e de Silves (de Silves e do Algarve) - лат. Dei Gratiae, Rex Portugaliae & Silbis (Silbis & Algarbii) |
| 1191–1211  | - Саншу I (після втрати Сілвеша)                                                                                  | - укр. Милістю Божою, Король Португальців - порт. Pela Graça de Deus, Rei dos Portugueses - лат. Dei Gratiae, Rex Portugalensium |
| 1211–1248  | - Афонсу II - Саншу II                                                                                            | - укр. Милістю Божою, Король Португалії - порт. Pela Graça de Deus, Rei de Portugal - лат. Dei Gratiae, Rex Portugaliae |
| 1248–1259  | - Афонсу III (чоловік Матильди Булонської)                                                                        | - укр. Милістю Божою, Король Португалії та граф Булоні - порт. Pela Graça de Deus, Rei de Portugal e Conde de Bolonha - лат. Dei Gratiae, Rex Portugaliae & Comes Boloniae |
| 1259–1267  | - Афонсу III (після смерті Матильди)                                                                              | - укр. Милістю Божою, Король Португалії - порт. Pela Graça de Deus, Rei de Portugal - лат. Dei Gratiae, Rex Portugaliae |
| 1267–1369  | - Афонсу III (після Бадахоського договору) - Дініш, Афонсу IV, Педру I, - Фернанду I                              | - укр. Милістю Божою, Король Португалії й Алгарве - порт. Pela Graça de Deus, Rei de Portugal e do Algarve - лат. Dei Gratiae, Rex Portugaliae & Algarbii |
| 1369–1371  | - Фернанду I (претензія на Кастильську Корону)                                                                    | - укр. Милістю Божою, Король Кастилії, Леону, Португалії, Толедо, Галісії, Севільї, Кордови, Мурсії, Хаену, Алгарве, Альхесірасу, і господар Моліни - порт. Pela Graça de Deus, Rei de Castela, de Leão, de Portugal, de Toledo, da Galiza, de Sevilha, de Córdova, de Múrcia, de Jáen, do Algarve, de Algeciras e Senhor de Molina |
| 1371–1415  | - Фернанду I (після Алкотінського миру) - Жуан I                                                                  | - укр. Милістю Божою, Король Португалії й Алгарве - порт. Pela Graça de Deus, Rei de Portugal e do Algarve - лат. Dei Gratiae, Rex Portugaliae & Algarbii |
| 1415–1458  | - Жуан I (після завоювання Сеути) - Дуарте I, Афонсу V                                                            | - укр. Милістю Божою, Король Португалії й Алгарве, господар Сеути - порт. Pela Graça de Deus, Rei de Portugal e do Algarve, e Senhor de Ceuta |
| 1458–1471  | - Афонсу V (після завоювання Алкасер-Сегера)                                                                      | - укр. Милістю Божою, Король Португалії й Алгарве, господар Сеути й Алкасеру в Африці - порт. Pela Graça de Deus, Rei de Portugal e do Algarve, e Senhor de Ceuta e de Alcácer em África |
| 1471–1475  | - Афонсу V (після завоювання Арзіли і Танжера, й створення володіння в Північній Африці як Заморського Алгарве)   | - укр. Милістю Божою, Король Португалії й обох Алгарве, сьогобічного і заморського в Африці - порт. Pela Graça de Deus, Rei de Portugal e dos Algarves, d'Aquém e d'Além-Mar em África |
| 1475–1479  | - Афонсу V (претензія на Кастильську Корону)                                                                      | - укр. Милістю Божою, Король Кастилії, Леону, Португалії, Толедо, Галісії, Севільї, Кордови, Хаену, Мурсії, обох Алгарве, сьогобічного і заморського в Африці, Гібралтару, Альхесірасу, і господар Біскаї і Моліни - порт. Pela Graça de Deus, Rei de Castela, de Leão, de Portugal, de Toledo, de Galiza, de Sevilha, de Córdova, de Jáen, de Múrcia, dos Algarves d'Aquém e d'Além Mar em África, de Gibraltar, de Algeciras, e Senhor da Biscaia e de Molina |
| 1479–1485  | - Афонсу V (після Алкасоваш-Толедського договору) - Жуан II                                                       | - укр. Милістю Божою, Король Португалії й обох Алгарве, сьогобічного і заморського в Африці - порт. Pela Graça de Deus, Rei de Portugal e dos Algarves, d'Aquém e d'Além-Mar em África |
| 1485–1499: | - Жуан II (після створення Гвінейської сеньйорі з володінь до Гвінейської затоки) - Мануел I                      | - укр. Милістю Божою, Король Португалії й обох Алгарве, сьогобічного і заморського в Африці, і господар Гвінеї - порт. Pela Graça de Deus, Rei de Portugal e dos Algarves, d'Aquém e d'Além-Mar em África, e Senhor da Guiné |
| 1499–1580  | - Мануел I (після відкриття Індії) - Жуан III - Себаштіан - Енріке, Антоніу                                       | - укр. Милістю Божою, Король Португалії й обох Алгарве, сьогобічного і заморського в Африці, господар Гвінеї і завоювань, навігації та комерції в Ефіопії, Аравії, Персії й Індії, і т.д. - порт. Pela Graça de Deus, Rei de Portugal e dos Algarves, d'Aquém e d'Além-Mar em África, Senhor da Guiné e da Conquista, Navegação e Comércio da Etiópia, Arábia, Pérsia e Índia, etc. |
| 1580–1640  | - Філіпе I (після Іберійської унії) - Філіпе II - Філіпе III                                                      | - укр. Милістю Божою, Король Кастилії, Леону, Арагону, двох Сицилій, Єрусалиму, Португалії, Наварри, Гранади, Толедо, Валенсії, Галісії, Майорки, Севільї, Сардинії, Кордови, Корсики, Мурсії, Хаену, обох Алгарве, Альхесірасу, Гібралтару, Канарських островів, Західної та Східної Індій, островів і материків моря-океану, граф Барселони, господар Біскаї і Моліни, герцог Атен і Неопатрії, граф Руссільйона і Середанії, маркіз Орістано і Госеано, ерцгергог Австрії, герцог Бургундії, Брабанту і Мілану, граф Габсбургу, Фландрії та Тіроля, і т. д. - порт. Pela Graça de Deus, Rei de Castela, de Leão, de Aragão, das Duas Sicílias, de Jerusalém, de Portugal, de Navarra, de Granada, de Toledo, de Valência, da Galiza, de Maiorca, de Sevilha, da Sardenha, de Córdova, da Córsega, de Múrcia, de Jáen, dos Algarves, de Algeciras, de Gibraltar, das Ilhas de Canária, das Índias Orientais e Ocidentais, Ilhas e Terra Firme do Mar-Oceano, Conde de Barcelona, Senhor da Biscaia e de Molina, Duque de Atenas e de Neopátria, Conde de Rossilhão e da Cerdanha, Marquês de Oristano e de Gociano, Arquiduque de Áustria, Duque da Borgonha, do Brabante e de Milão, Conde de Habsburgo, da Flandres e do Tirol, etc. |
| 1640–1815  | - Жуан IV (після реставрації незалежності) - Афонсу VI, Педру II, Жуан V, Жозе I, - Марія I (разом із Педру III), | - укр. Милістю Божою, Король (Королева) Португалії й обох Алгарве, сьогобічного і заморського в Африці, господар(ка) Гвінеї і завоювань, навігації та комерції в Ефіопії, Аравії, Персії й Індії тощо - порт. Pela Graça de Deus, Rei (ou Rainha) de Portugal e dos Algarves, d'Aquém e d'Além-Mar em África, Senhor(a) da Guiné e da Conquista, Navegação e Comércio da Etiópia, Arábia, Pérsia e Índia, etc. |
| 1815–1825  | - Марія I (після проголошення Бразилії королівством) - Жуан VI                                                    | - укр. Милістю Божою, Король (Королева) Об'єднаного Королівства Португалії, Бразилії і обох Алгарве, сьогобічного і заморського в Африці, господар(ка) Гвінеї і завоювань, навігації та комерції в Ефіопії, Аравії, Персії й Індії, і т.д. - порт. Pela Graça de Deus, Rei (ou Rainha) do Reino Unido de Portugal, Brasil e dos Algarves, d'Aquém e d'Além-Mar em África, Senhor(a) da Guiné e da Conquista, Navegação e Comércio da Etiópia, Arábia, Pérsia e Índia, etc. |
| 1825–1826  | - Жуан VI (після визнання незалежності Бразилії)                                                                  | - укр. Милістю Божою, Імператор Бразилії, Король Португалії й обох Алгарве, сьогобічного і заморського в Африці, господар Гвінеї і завоювань, навігації та комерції в Ефіопії, Аравії, Персії й Індії тощо - порт. Pela Graça de Deus, Imperador do Brasil, Rei de Portugal e dos Algarves, d'Aquém e d'Além-Mar em África, Senhor da Guiné e da Conquista, Navegação e Comércio da Etiópia, Arábia, Pérsia e Índia, etc. |
| 1826       | - Педру IV (а знак союзу 2 держав)                                                                                | - укр. Милістю Божою і одноголосним проголошенням народу, Конституційний Імператор і Вічний Захисник Бразилії, Король Португалії й обох Алгарве, сьогобічного і заморського в Африці, господар Гвінеї і завоювань, навігації та комерції в Ефіопії, Аравії, Персії й Індії, і т.д. - порт. Por Graça de Deus e Unânime Aclamação dos Povos, Imperador Constitucional e Defensor Perpétuo do Brasil, Rei de Portugal e dos Algarves, d'Aquém e d'Além-Mar em África, Senhor da Guiné e da Conquista, Navegação e Comércio da Etiópia, Arábia, Pérsia e Índia, etc. |
| 1826–1910  | - Марія II, Мігел I - Марія II (разом із Фернанду II) - Педру V, Луїш I , Карлуш I , Мануел II                    | - укр. Милістю Божою, Король (Королева) Португалії й обох Алгарве, сьогобічного і заморського в Африці, господар(ка) Гвінеї і завоювань, навігації та комерції в Ефіопії, Аравії, Персії й Індії, і т.д. - порт. Pela Graça de Deus, Rei (ou Rainha) de Portugal e dos Algarves, d'Aquém e d'Além-Mar em África, Senhor(a) da Guiné e da Conquista, Navegação e Comércio da Etiópia, Arábia, Pérsia e Índia, etc. |

## За королями

### 1112—1185. Афонсу І
- листопад 1169: лат. Ego Alfonsus ex divina providentia portugalensis rex, totius ispanie illustris alfonsi nepos, consulis domni henrici et regine domne tarasie filius[1][2]
  - Я, Альфонс, божественним провидінням король Португальський, онук [короля] усієї Іспанії, ясного Альфонса, син пана-консула Генріха і пані-королеви Терези.

### 1433—1438. Дуарте І
- листопад 1435: лат. Edwardus, Dei gratiâ, Regnorum Portugaliæ & Algarbii Rex, Ceptæque Dominus[1][3]
  - Едвард, милістю Божою, король королівств Португалії й Алгарве, і господар Сеути.
- жовтень 1436: ст.-порт. Dom Eduarte pela graça de Deos Rey de Portugal, e do Algarve, e Senhor de Cepta[1][4]
  - Пан Дуарте, милістю Божою, король Португалії й Алгарве, і господар Сеути.

### 1557—1578. Себаштіан
- липень 1560: порт. Dom Sebastiam per graça de deos Rey de Portugal e dos Algarves daquem e dallem maar em Africa, senhor de Guiné e da conquysta navegaçam, commercio d'Etiopya Arabia Persia e da India, etc.[1][5]
  - Пан Себаштіан, милістю Божою, Король Португалії й обох Алгарве, сьогобічного і заморського в Африці, господар Гвінеї і завоювань, навігації та комерції в Ефіопії, Аравії, Персії й Індії, і т.д.